# المعرض (القفر)

تعديل مصدري - تعديل

المعرض محلة تابعة لقرية مشرعة، التابعة لعزلة بني عمر العالي بمديرية القفر إحدى مديريات محافظة إب في الجمهورية اليمنية، بلغ تعداد سكانها 162 حسب تعداد اليمن لعام 2004.